# Springbrook, Iowa
Springbrook är en ort i Jackson County i delstaten Iowa, USA.